# Parafia św. Siostry Faustyny Kowalskiej w Naprawie
Parafia św. Siostry Faustyny Kowalskiej w Naprawie – rzymskokatolicka parafia znajdująca się w archidiecezji krakowskiej, w dekanacie Jordanów, w Polsce.

## Historia
Kościół św. Siostry Faustyny Kowalskiej został konsekrowany w kwietniu 2000 roku. Początkowo msze i nabożeństwa sprawowali w nim księża z Parafii pw. św. Apostołów Szymona i Judy Tadeusza w Łętowni.
W 2002 roku rektorem kościoła w Naprawie został mianowany ks. Jan Fryźlewicz (wyświęcony w 1982 roku), który swoją posługę w Naprawie rozpoczął 26 czerwca tego samego roku. Dekretem kard. Franciszka Macharskiego, ówczesnego metropolity krakowskiego, od 20 kwietnia 2003 roku świątynia jest kościołem parafialnym. Od tego momentu, aż do swojej śmierci, czyli do maja 2020 roku funkcję proboszcza wspólnoty pełnił właśnie ks. Fryźlewicz. 
W dniu 25 kwietnia 2005 roku ksiądz biskup Jan Zając, biskup pomocniczy archidiecezji krakowskiej dokonał poświęcenia cmentarza parafialnego, znajdującego się nieopodal kościoła.
W latach 2020–2021 tymczasowym administratorem parafii był ks. prof. Władysław Zarębczan (wyświęcony w 1982 roku). Natomiast od 1 lipca 2021 do 31 czerwca 2024 roku proboszczem parafii był ks. Wojciech Leśniak (wyświęcony w 1997 roku). Od lipca 2022 roku do sierpnia 2023 roku w duszpasterstwie okazjonalnie pomagał wywodzący się z Naprawy, ks. Michał Wicher (wyświęcony w 2011 roku), który przebywał wówczas na rocznym urlopie, zwalniającym go ze stałych zobowiązań w archidiecezji krakowskiej. Wspólnota nigdy nie posiadała księdza wikariusza.
Od 1 lipca 2024 roku proboszczem wspólnoty parafialnej w Naprawie jest ks. Marek Ślęczka (wyświęcony w 2002 roku).
Parafia nie obejmuje terytorialnie swoim zasięgiem całej wsi, ale jej główną i największą część nazywaną potocznie Naprawą Górną. Pozostała część należy natomiast do parafii w Jordanowie (niemal całe os. Dyrdałówka i Piecygrochowa oraz tzw. Naprawa Dolna wzdłuż drogi prowadzącej do Skomielnej-Białej). Kilkadziesiąt rodzin dobrowolnie przynależy do parafii pw. św. Sebastiana w Skomielnej Białej, kilkanaście do parafii pw. św. Apostołów Szymona i Judy Tadeusza w Łętowni, a kilka do Parafii Matki Bożej Wspomożenia Wiernych w Skawie. 
Pomiędzy kościołem a cmentarzem parafialnym znajduje się kaplica cmentarna, która została poświęcona w 2019 roku przez księdza biskupa Janusza Mastalskiego, biskupa pomocniczego archidiecezji krakowskiej, i tym samym oddana do użytku. Jej budowę rozpoczęto w połowie 2016 roku. 
Od 2000 roku w kościele odbywał się w dniu 5 października odpust, organizowany dokładnie we wspomnienie liturgiczne św. Siostry Faustyny Kowalskiej, patronki parafii. W roku 2023 na prośbę części parafian został on przeniesiony na najbliższą niedzielę przypadającą przed tą datą. Na terenie parafii znajduje się też kaplica Halkowa, pw. Matki Bożej Częstochowskiej na os. Mirkowa. Odpust w tym miejscu odbywa się w niedzielę poprzedzającą dzień 26 sierpnia, czyli datę uroczystości Matki Bożej z Jasnej Góry.  
W dniu 30 marca 2024 roku po raz pierwszy od momentu powstania kościoła, procesja rezurekcyjna odbyła się wieczorem, bezpośrednio po zakończeniu sobotniej liturgii Wigilii Paschalnej, a nie tak jak do tej pory o poranku w Niedzielę Wielkanocną.  W kolejnym roku, w dniu 20 kwietnia 2025, powrócono w parafii do tradycji porannej pocesji rezurekcyjnej. 
Od lutego 2025 roku, w czwartki po Mszy Świętej sprawowanej o godzinie 18:00, w sali parafialnej na plebanii odbywają się katechezy dla dorosłych pod nazwą „Spotkania pogłębiania wiary". Podczas nich, ksiądz proboszcz omawia różne zagadnienia dotyczące wiary katolickiej (m.in. te z zakresu Biblii, czy prawd katechizowowych). Podczas spotkań uczestnicy mogą zadawać pytania lub sami wypowiadać się w temacie danej prelekcji. Spotkania te odbywają się przez cały rok, za wyjątkiem lipca i sierpnia. 
Na terenie parafii znajduje się Zespół Szkolno-Przedszkolny w Naprawie, gdzie lekcje religii prowadzą ks. proboszcz Marek Ślęczka (od 2024 roku) oraz pan Jerzy Krywult, katecheta świecki (od 2021 roku). 

## Księża posługujący w parafii
| Imię i nazwisko                 | Rok święceń kapłańskich | Data urzędowania                             | Zdjęcie |
| ------------------------------- | ----------------------- | -------------------------------------------- | ------- |
| ks. mgr Jan Fryźlewicz (+64 l.) | 1982 r.                 | - 2002-2003 (rektor) - 2003-2020 (proboszcz) |         |
| ks. prof. Władysław Zarębczan   | 1982 r.                 | - 2020-2021 (administrator)                  |         |
| ks. mgr Wojciech Leśniak        | 1997 r.                 | - 2021-2024 (proboszcz)                      |         |
| ks, mgr Michał Wicher           | 2011 r.                 | - 2023-2024 (pomoc duszpasterska)            |         |
| ks. mgr Marek Ślęczka           | 2002 r.                 | - od 2024 (proboszcz)                        |         |